# Opisthacanthus andohahela
Espèce
Opisthacanthus andohahela est une espèce de scorpions de la famille des Hormuridae.

## Distribution
Cette espèce est endémique d'Anôsy à Madagascar. Elle se rencontre dans le parc national d'Andohahela.

## Description
Le mâle holotype mesure 47,0 mm et la femelle paratype 55,8 mm.

## Étymologie
Son nom d'espèce lui a été donné en référence au lieu de sa découverte, le parc national d'Andohahela.

## Publication originale
- Lourenço, 2014 : A new species of Opisthacanthus Peters, 1861 (Scorpiones: Hormuridae) from the Parc National d’Andohahela, Madagascar. Entomologische Mitteilungen aus dem Zoologischen Museum Hamburg, vol. 17, no 193, p. 179–190 (texte intégral).